# Egretta tricolor
Egretta tricolor là một loài chim trong họ Diệc.
Đây là loài bản địa các vùng ven biển của châu Mỹ. Trong khu vực Đại Tây Dương trong phạm vi từ phía đông bắc Hoa Kỳ, phía nam dọc theo bờ biển, qua Vịnh Mexico và Caribbe, đến phía bắc Nam Mỹ đến tận phía nam như Brazil. Trong khu vực Thái Bình Dương, loài này dao động từ Peru đến California, nhưng nó chỉ là một du khách không sinh sản ở phía bắc xa.
Loài này sinh sản trong đầm lầy và môi trường sống ven biển khác. Chúng làm tổ ở các quần thể, thường là với các diệc khác, thường là trên các bục cây trong cây hoặc cây bụi. Trong mỗi tổ có từ 3-7 quả trứng.
Loài này dài từ 56 đến 76 cm và sải cánh dài 96 cm.

## Hình ảnh

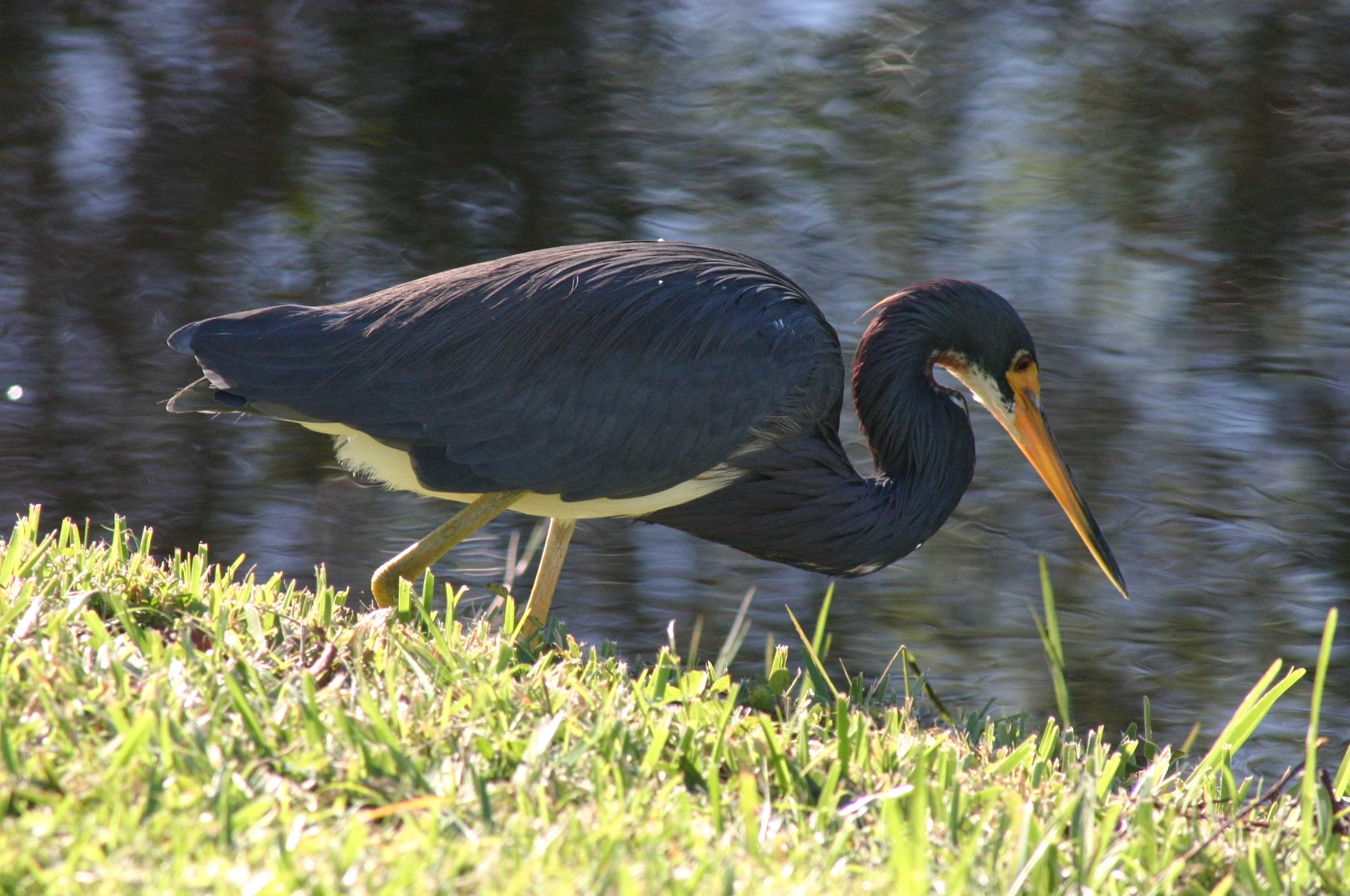
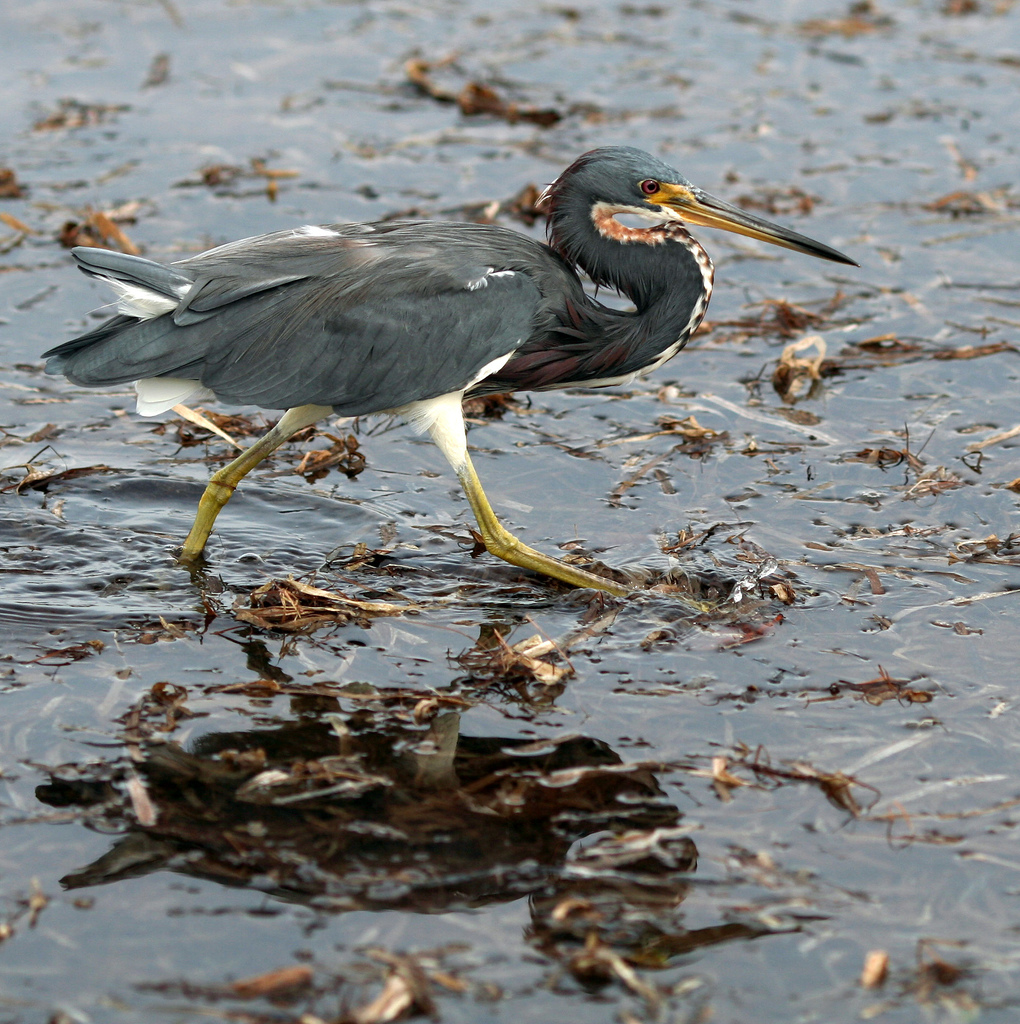
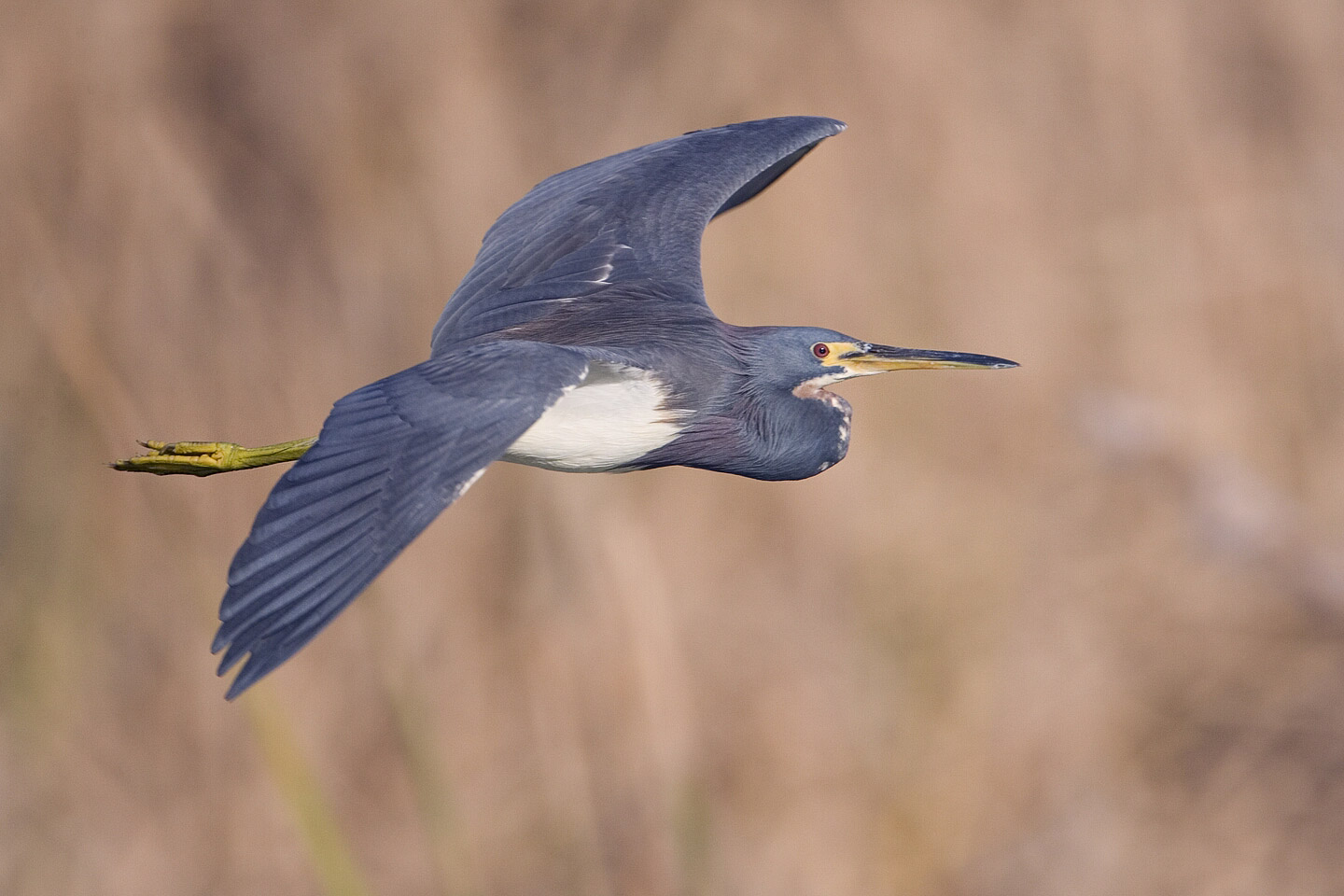
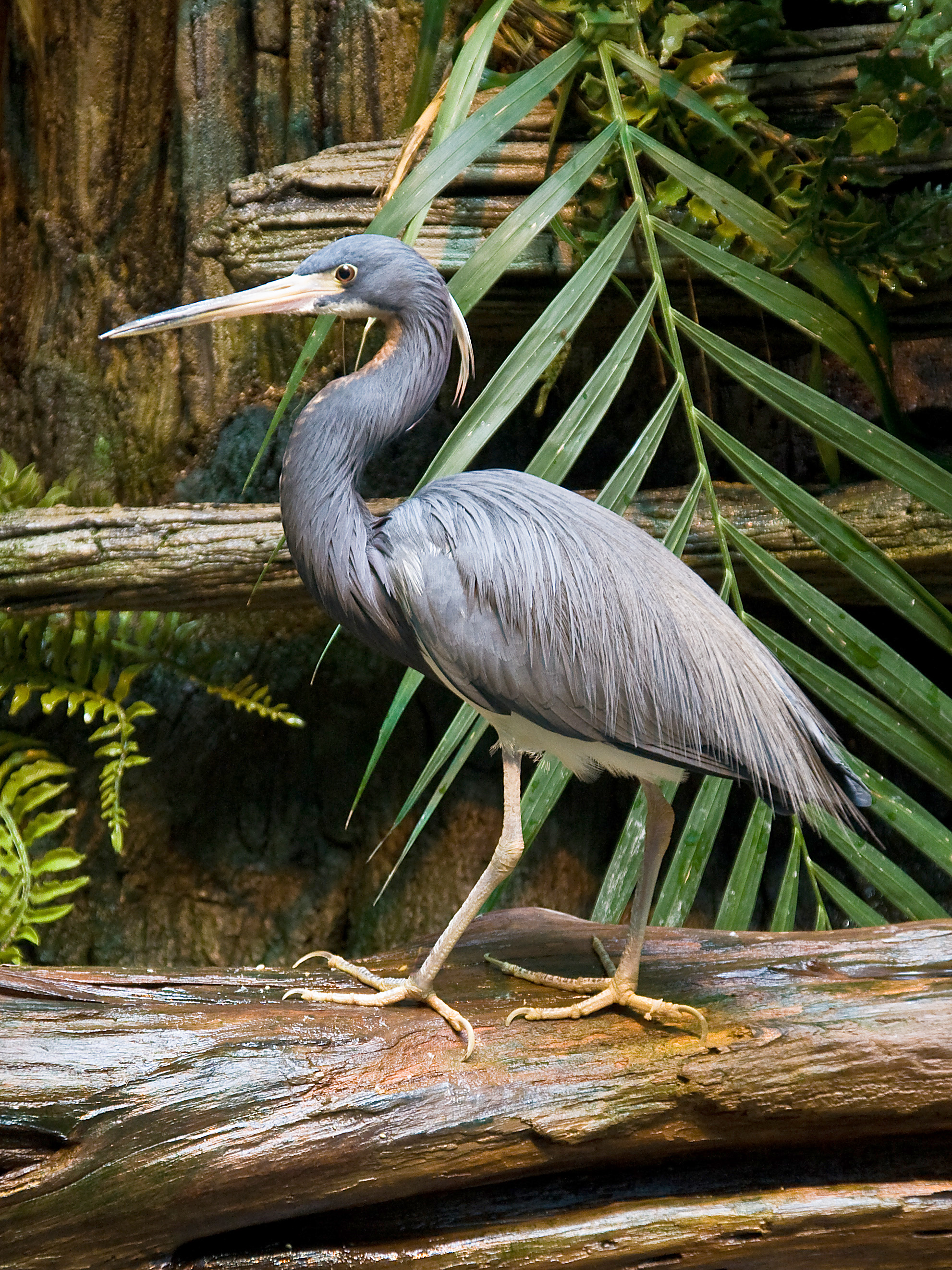